# Santa Bárbara (Barinas)
Santa Bárbara – miasto na zachodzie Wenezueli w stanie Barinas. Złożone zostało 1911 roku, patronem miasta jest św. Barbara.

## Demografia
Miasto według spisu powszechnego 21 października 2001 roku liczyło 23 557, 30 października 2011 ludność Santa Bárbara wynosiła 32 751 .